# ۳۸۵ (پیش از میلاد)
۳۸۵ (پیش از میلاد) ۳۸۵مین سال قبل از تقویم میلادی است.